# Alicja Zalewska
Alicja Zalewska (ur. 6 października 1939) – polska aktorka filmowa i teatralna. W 1962 roku ukończyła studia na Wydziale Aktorskim w Państwową Wyższą Szkołę Teatralną w Warszawie. Po zdobyciu dyplomu dołączyła do zespołu Teatru im. Wilama Horzycy w Toruniu (1962-64). W latach 1968–76 pracowała w Teatrze Ziemi Mazowieckiej w Warszawie.

## Teatr
- "Sceny z dramatów" autor Juliusz Słowacki postać: Gwinona, reżyseria: Małynicz Zofia Teatr: PWST, Warszawa (1962)
- "Sceny z dramatów" Juliusz Słowacki postać: Kobieta, reżyseria: Małynicz Zofia Teatr: PWST, Warszawa (1962)
- "Widowisko muzyczne" Program składany/kabaretowy/rewiowyforma Teatr: PWST, Warszawa (1962)
- Babbitt Sinclair Lewis, postać: Ida reżyseria: Kluba Henryk Teatr Telewizji (1972)
- Morderstwo odkrywa prawdę Teatr Telewizji (1976)
- Odyseusz i syreny Ludmiła Marjańska, postać: Nimfa Calipso, reżyseria: Opałek Wiesław Teatr Polskiego Radia
- Pajęczyna Teatr Telewizji (1967)

## Filmografia
- 1969: Szkice Warszawskie (nowela Allegro) film fabularny nowelowy - obsada aktorska (nie występuje w napisach)
- 1971: Nie lubię poniedziałku film fabularny - obsada aktorska[3] (nie występuje w napisach)